# Chloroclystis elaiachroma
Chloroclystis elaiachroma är en fjärilsart som beskrevs av Max Joseph Bastelberger 1908. Chloroclystis elaiachroma ingår i släktet Chloroclystis och familjen mätare. Inga underarter finns listade i Catalogue of Life.